# العيشة (فلم)
العيشة هو فيلمٌ تونسيٌّ قصير صدرَ عام 2010 للمخرج التونسيّ وليد الطايع.

## القصّة
هافيت هي امرأة تونسية عمرها حوالي أربعين سنة. هي أرملة ولديها ابنٌ في العشرين من عمره هاجر إلى كندا. تعيش مع والدتها في حيّ للطبقة المتوسّطة في مدينة تونس وتعملُ كمسوِّقة عبر الهاتف لشركة فرنسية تتخذُ من تونس مقرًا لها. تُغادر هافيت في كلّ صباح إلى العمل حيثُ تغرق أكثر فأكثر في الروتين الخانق، أما حياتها في المنزل فهي رتيبةٌ جدًا ولا فائدة منها.

## الجوائز
- شارك الفيلمُ في مهرجان تطوان السينمائي المتوسطي عام 2010